# Edmilson Alves
Edmilson Alves (17 de abril de 1976) é um ex-futebolista profissional brasileiro, que atuava como volante.

## Carreira

### Inicio
Revelado pela Juventus da Rua Javari, Edmilson rodou alguns clubes do Brasil e fincou raízes no Paraná. Atuando pelo Londrina e Fortaleza, conseguiu transferência para o futebol asiático.

### Futebol Asiático
Primeiramente na Coreia do Sul, atuou no Ulsan Hyundai. Porém fez sucesso no futebol nipônico, atuando por Oita Trinita e Vissel Kobe foi importante nas campanhas de salvação do rebaixamento na J League.
No fim de carreira atuou pelo modesto Roasso Kumamoto, e encerrou sua carreira no Arapongas.